# Zimovina, Haskovo
Zimovina (în bulgară Зимовина) este un sat în comuna Stambolovo, regiunea Haskovo,  Bulgaria. 

## Demografie
Componența etnică a satului Zimovina
     Turci (91,98%)
     Nicio identificare (8,01%)
     Altele (0%)
La recensământul din 2011, populația satului Zimovina era de 237 locuitori. Din punct de vedere etnic, majoritatea locuitorilor (91,98%) erau turci. Pentru 8,01% din locuitori nu este cunoscută apartenența etnică.